# Jacob Blankenship
Jacob Blankenship (Estados Unidos, 15 de marzo de 1994) es un atleta estadounidense especializado en la prueba de salto con pértiga, en la que consiguió ser medallista de bronce mundial juvenil en 2011.

## Carrera deportiva
En el Campeonato Mundial Juvenil de Atletismo de 2011 ganó la medalla de bronce en el salto con pértiga, con un salto por encima de 5.05 metros, siendo superado por el esloveno Robert Renner (oro con 5.25 metros) y el sueco Melker Svärd-Jacobsson (plata con 5.15 metros).